# Hypocnemis hypoxantha
El hormiguero cejiamarillo (en Colombia y Ecuador) (Hypocnemis hypoxantha), también denominado hormiguero de cejas amarillas o de ceja amarilla (en Perú), es una especie de ave paseriforme de la familia Thamnophilidae perteneciente al género Hypocnemis. Es nativo de la región amazónica en América del Sur.

## Distribución
Se distribuye desde el sureste de Colombia hasta el este de Ecuador, noreste de Perú y oeste y sureste de la Amazonia brasileña.
Esta especie es consdiderada poco común y local en su hábitat natural, el sotobosque de selvas húmedas de terra firme, principalmente debajo de los 400 m de altitud.

## Sistemática

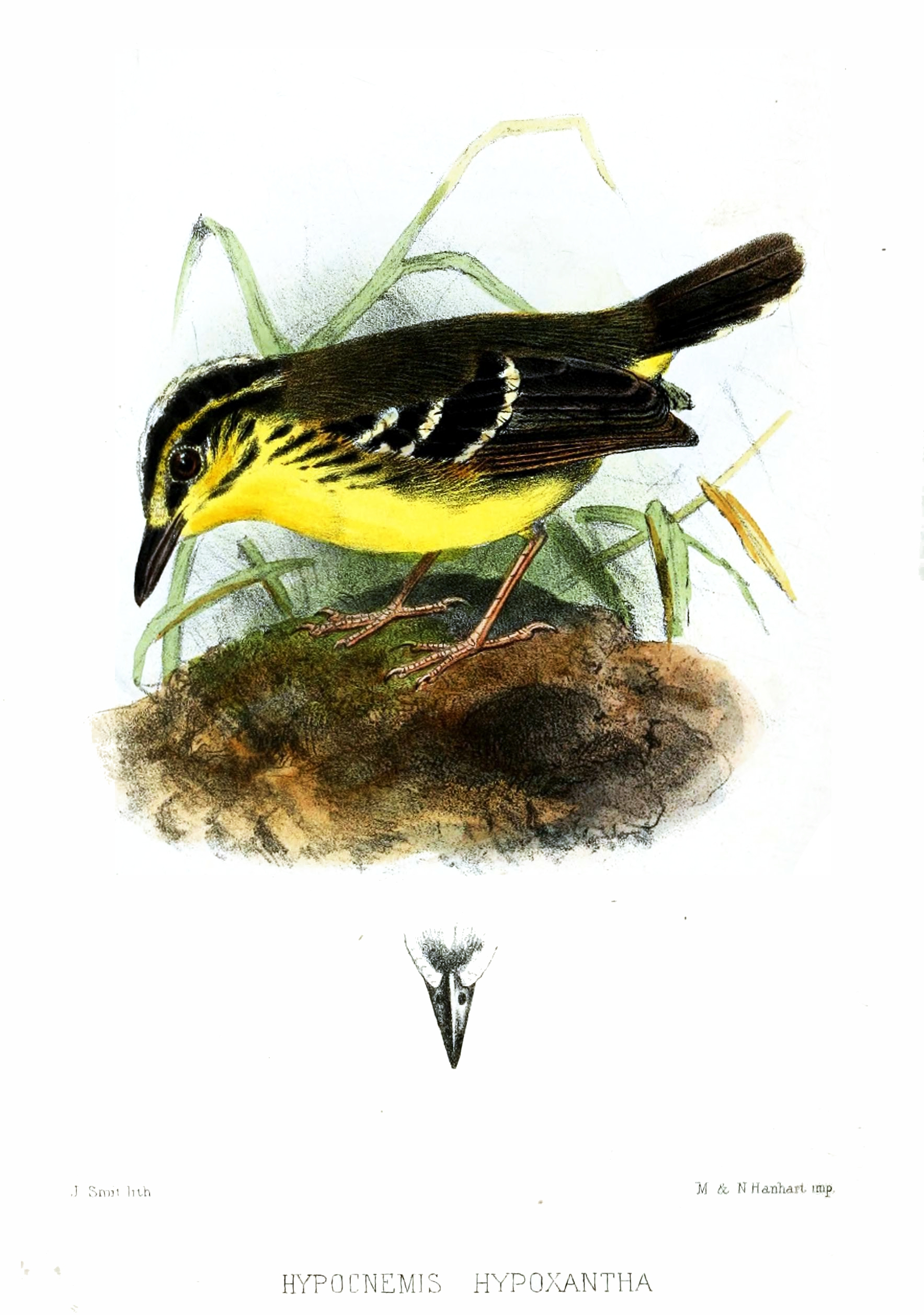
Hypocnemis hypoxantha, ilustración de Smit para Proceedings of the Zoological Society of London, 1869.

### Descripción original
La especie H. hypoxantha fue descrita por primera vez por el ornitólogo británico Philip Lutley Sclater en 1869 bajo el mismo nombre científico; localidad tipo «alta Amazonia».

### Etimología
El nombre genérico femenino «Hypocnemis» proviene del griego «hupo»: de alguna forma y «knēmis o knēmidos»: armadura que protege la pierna, canillera; significando «que parece tener canilleras»;  y el nombre de la especie «hypoxantha», proviene del griego «hupo»: por debajo, y «xanthos»: amarillo, significando «amarillento».

### Taxonomía
Anteriormente era considerada especie hermana de Hypocnemis cantator, pero existe una considerable distancia genética entre ambas, lo que sugiere que la separación puede haber ocurrido algunos millones de años atrás.

### Subespecies
Según la clasificación del Congreso Ornitológico Internacional (IOC) y Clements Checklist v.2017, se reconocen dos subespecies, con su correspondiente distribución geográfica:
- Hypocnemis hypoxantha hypoxantha P. L. Sclater, 1869– sur de Colombia (Putumayo hacia el este hasta Vaupés, al sur hasta Amazonas), este de Ecuador, noreste y centro este de Perú (al norte del río Marañón y este del Ucayali, hacia el sur hasta el departamento de Ucayali) y oeste de la Amazonia brasileña (norte del río Amazonas hacia el este hasta la margen occidental del río Negro, y al sur del Amazonas en las cuencas de los ríos Javari y alto Juruá).
- Hypocnemis hypoxantha ochraceiventris Chapman, 1921– sureste de la Amazonia brasileña (entre los ríos Tapajós/Teles Pires y Xingú).